# Automóveis Lumimari
Sociedade de Automóveis Lumimari was een Braziliaanse autofabrikant, opgericht in 1964 en gevestigd in São Paulo.

## Geschiedenis
Het bedrijf werd in 1964 opgericht door Luís Roberto Alves da Costa, Milton Masteguin, Mário César de Camargo Filho en Genaro Rino Malzoni. De bedrijfsnaam bestond uit de eerste twee letters van hun voornaam.
De hoofdzetel van het bedrijf was aanvankelijk in Matão en werd in 1965 verplaatst naar São Paulo. Het bedrijf produceerde auto's onder de merknaam Malzoni, soms ook wel DKW-Malzoni of GT Malzoni genoemd. De productie eindigde in 1966. In totaal werden tussen 35 en 45 voertuigen gebouwd.
Puma wordt als de opvolger van het merk beschouwd.
Kiko Malzoni, de zoon van Genaro Malzoni, lanceerde in de jaren zeventig opnieuw een voertuig van het merk Malzoni met zijn bedrijf Malzoni.

## Modellen
Het enige model van Lumimari was de GT Malzoni, een coupé op basis van een Vemag-chassis dat 23 cm werd ingekort. De wagen werd aangedreven door een driecilinder tweetaktmotor van Vemag met een cilinderinhoud van 981 cc die voorin gemonteerd was en de voorwielen aandreef. Deze motor had een vermogen van 60 tot 68 pk. In de raceversies leverde de motor rond de 100 pk.
De prototypes hadden een carrosserie in staal, de productievoertuigen beschikten over een carrosserie in glasvezel. De voertuigen  waren 3,90 m lang, 1,70 m breed en 1,30 m hoog met een wielbasis van 2220 mm.

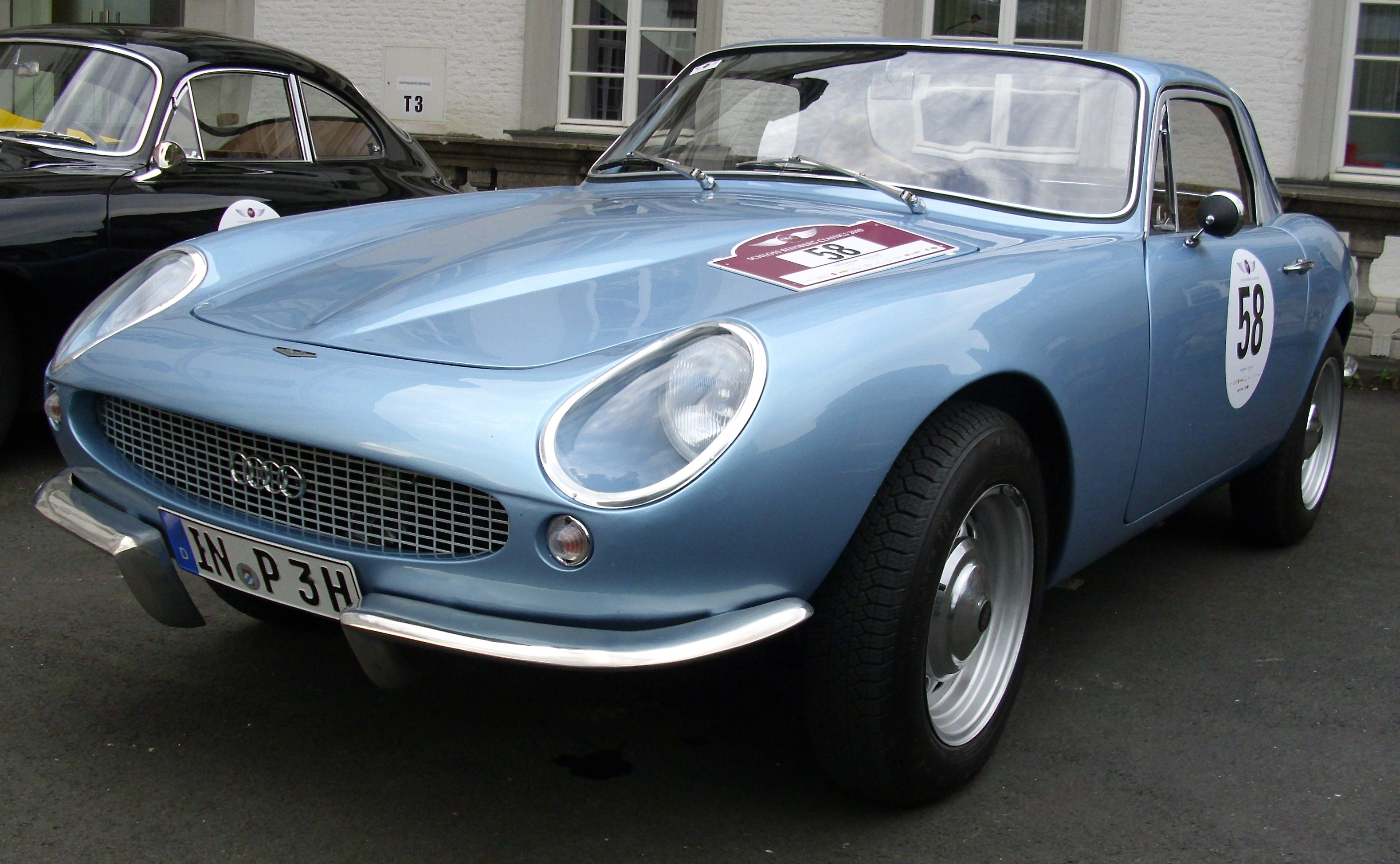
GT Malzoni (1965)
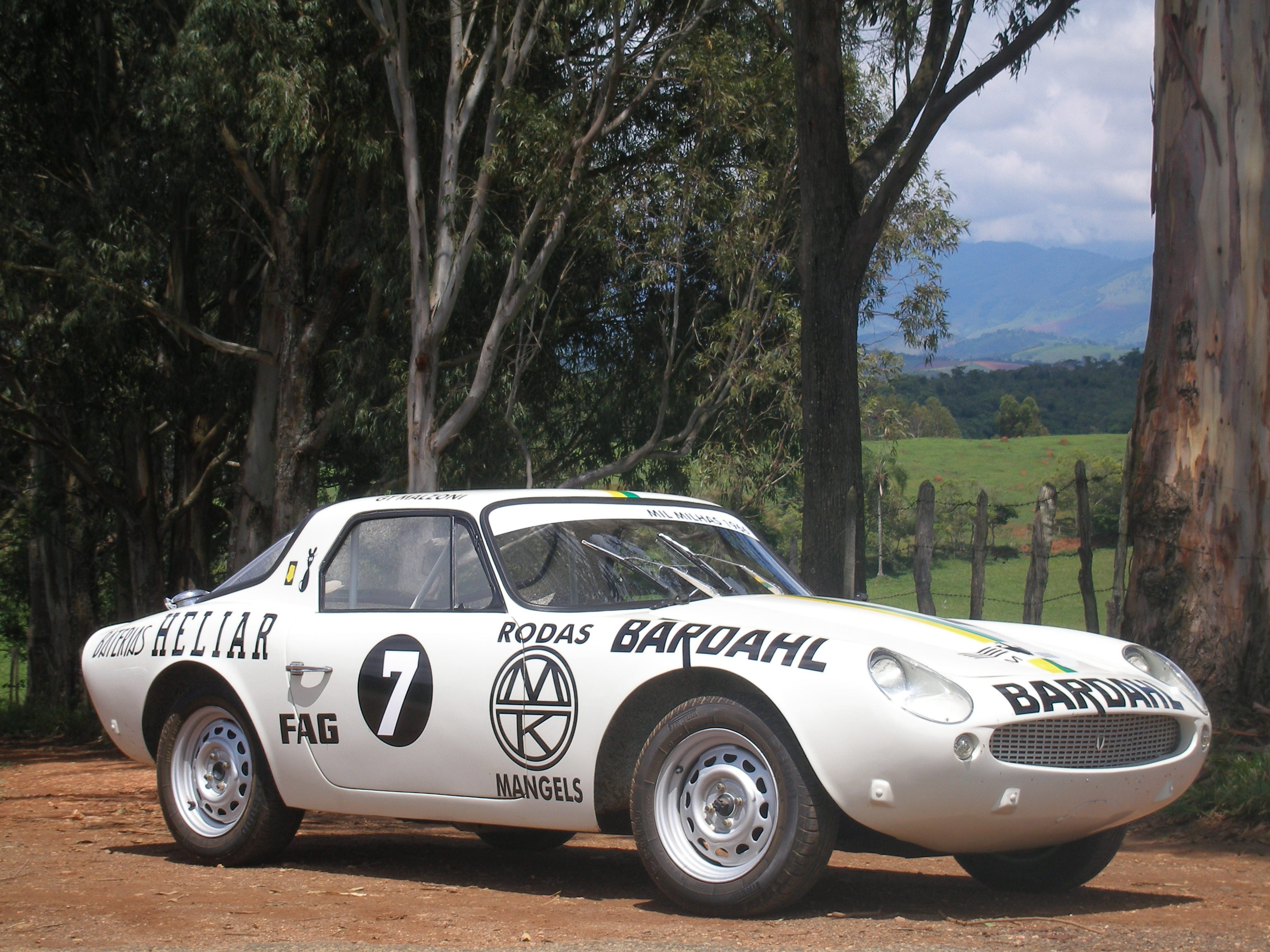
GT Malzoni, raceversie